# Lannoy

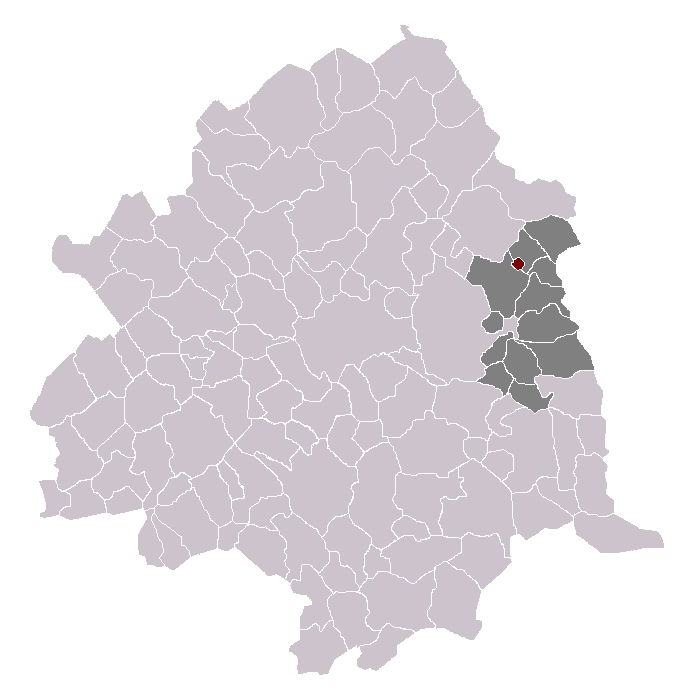
Ubicació de Lannoy dins del cantó i el districte

Lannoy és un municipi francès, situat a la regió dels Alts de França, al departament del Nord. L'any 2006 tenia 1.672 habitants. És un dels municipis més petits de França i és envoltat pels de Lys-lez-Lannoy i Hem.

## Demografia
| 1962                                       | 1968  | 1975  | 1982  | 1990  | 1999  | 2006  |
| ------------------------------------------ | ----- | ----- | ----- | ----- | ----- | ----- |
| 1.105                                      | 1.189 | 1.362 | 1.262 | 1.674 | 1.726 | 1.672 |
| Des de 1962: població sense dobles comptes |       |       |       |       |       |       |

## Administració
| Període   | Identitat       | Partit        |
| --------- | --------------- | ------------- |
| 1965-1993 | Henri Echevin   |               |
| 1993-1995 | Albert Bourgois |               |
| 1995-     | Michel Colin    | Divers droite |